# Кукишъ (группа)
Кукишъ (англ. The Kukish) — российская музыкальная группа, играющая в стиле фолк-панк. Образована в 1999 году в Димитровграде (Ульяновская область).

## Жанр
Группа сочетает в своем творчестве такие жанры, как фолк, металл, джаз и панк рок. Особый колорит коллективу придаёт сценический образ вокалиста Стаса Кукушкина, граничащий с образом Петрушки и сумасшедшего интеллигента.
По причине того, что в музыкальном отношении основной упор делается на «народную» составляющую, «Кукишъ» часто сравнивают с Автоматическими Удовлетворителями и Гражданской Обороной.
Основная тематика песен — саркастическое высмеивание пороков общества и отсылки к историческим персонажам различных времен.

## История группы
Группа образовалась в 1999 г. в Димитровграде, у истоков коллектива стоял Стас Кукушкин. Первые репетиции проводились в домашних условиях. Первый концерт группы прошёл в Димитровграде 12 декабря 1999 года, и именно эта дата считается днём рождения коллектива. Хотя по-настоящему коллектив был собран лишь в сентябре 2009 года в Москве.
В 2000 году коллектив приступил к записи своего первого альбома, но ввиду отсутствия студий в Димитровграде и условий для записи, процесс затянулся на несколько лет. Постоянно улучшая качество записи, коллектив претерпевал изменения и ключевым этапом в жизни группы стало успешное выступление на первом Фестивале солдатской песни «От Афгана до Чечни», где Кукишъ выиграл приз зрительских симпатий и получил спонсорскую поддержку. После этого группы смогла записать свой первый альбом, который впоследствии был утерян, но в 2012 году возвращен Стасу и только к 2014 году альбом был оцифрован и отмастерингован. Впоследствии он получил название «Сублимация».
Сменив место дислокации и начав собирать новый состав, коллектив начинает новый этап творчества в Москве. В сентябре 2009 года в группу приходит лидер-гитарист Григорий Синеглазов. С приходом этого человека у группы сразу появляется фирменное звучание и благодаря барабанщику Тимофею Саутину, коллектив впервые записывает свои песни в студии.
В 2010 году выходит альбом «Белое Знамя» — дебютный официальный релиз, который отметился в дискографии коллектива и получил первые отзывы от музыкальных средств массовой информации. В коллективе укрепился состав и группа начала вести активную концертную деятельность, постепенно укрепляя свой авторитет в столичном эшелоне «старых» панков. Помимо концертов в России, группа дала два концерта на Украине.
В 2010 году в социальных сетях разгорелся скандал вокруг рэп-трибьюта группы «Кино». 15 августа 2010 года группа записала кавер на песню «Электричка» группы «Кино», но релиз трибьюта так и не состоялся.
Осенью 2010 года группа приступила к записи второго альбома «Курс молодого бойца», но связи с тем, что Григорий Синеглазов попал в тюрьму он так и не вышел в свет. Лишь в 2014 году будучи уже бывшим гитаристом «КукишЪ» Синеглазов записывает альбом со своими музыкантами, и он попадает в дискографию уже самого Синеглазова.
В августе 2011 года композиция «Белое Знамя» попала на вторую часть сборника группы Азъ под названием «Азъ Family». В сентябре того же года вышел альбом «Вечная Мерзота», ставший вторым номерным релизом группы и вызвавшим массу отзывов.
В начале 2012 года группа приступила к работе над третьей частью общей концепции двух предыдущих альбомов и продолжила активную концертную деятельность. Выступив весной на фестивале «Панк Юрского Периода», с известными представителями советского панк-рока 80-х: Флирт, Панки По пьянке, Водопад им. Вахтанга Кикабидзе, Отзвуки Му.
В мае 2012 года вышел мини-альбом «За Нефть!», который так и остался недописанным ввиду полной смены состава. В это же время коллектив выпускает свой дебютный видеоклип на песню «Плясовая», снятый осенью 2011 года, где все пропитано стёбом и русским народным колоритом, перемешанным с разными музыкальными жанрами.
В июле 2012 года по приглашению помощников Артемия Троицкого Кукишъ принимает участие в сборнике «Белый Альбом», который включил в себя более 300 исполнителей разного жанра и формата.
В мае 2013 года, набрав новый состав и сменив звучание на более тяжёлое, группа объявляет о записи нового альбома «Оригами». Но при этом своей самобытности коллектив не потерял — альбом получил ряд отзывов в различных журналах и интернет-изданиях, отмечавших «особый» колорит исполнителя. В июне 2013 года у группы выходит мультипликационный видеоклип на песню «Завод», который был нарисован художником и мультипликатором Романом Бехой.
Летом 2014 года французское издание «Inter France» начало снимать документальный фильм под названием «Underground Democracy à Moscou», однако планы у руководства поменялись и в результате оформили только видеоролик на песню «Плясовая».
В 2015 году группа выступила на ежегодном фестивале Памяти Андрея Панова и заняла первое место в конкурсе, выиграв Бронзового Свина.
Частые смены состава спровоцировали Стаса Кукушкина временно заморозить проект, однако возвращение Андрея Алфёрова и укрепление состава способствовали началу работы над новым материалом под названием «Русская Народная Скорбь», который вышел осенью 2016 года.
6 января 2018 года Кукишъ принял участие в фестивале «Панк Рок Огонёк», выступая на одной сцене с такими группами, как Голос Омерики, План Ломоносова и др. В сентябре 2018 года, в канун годовщины дня рождения Егора Летова, коллектив подготовил и записал кавер на песню группы Гражданская Оборона «Матушка Я Красный Смех», который параллельно включил в себя цитаты из рассказа Леонида Андреева.

## Состав группы

### Участники
- Стас Кукушкин — вокал (1999 — наши дни)
- Андрей «Ку» Алфёров — гитара (2010 — наши дни)
- Алексей Шарипов — Бас (2011 — наши дни)
- Никита Ефимов — Барабаны (2012 — наши дни)

### Бывшие участники
- Григорий Синеглазов — гитара (2009—2010)
- Тимофей Саутин — барабаны (2009—2012)
- Виктор Гусь — бас (2009—2010)
- Алексей Архипкин — бас (2010—2011)

## Дискография

### Студийные альбомы
- 2006 — «Сублимация»
- 2010 — «Белое Знамя»
- 2011 — «Вечная Мерзота»
- 2013 — «Оригами»
- 2016 — «Русская Народная Скорбь»

### Синглы
- 2010 — «Электричка»
- 2012 — «За Нефть!»
- 2018 — «Матушка, я — красный смех!»

### Видеоклипы
- 2012 — «Плясовая»
- 2013 — «Завод»

### Непризнанный альбом
- 2014 — Курс молодого бойца